# Operation Ivy
Operació Ivy va ser una banda de punk rock de Berkeley, Califòrnia, formada el maig de 1987. La banda va ser important a nivell estilístic com una de les primeres en barrejar els elements de hardcore punk i l'ska donant lloc a un nou subgènere anomenat ska punk i vinculat a Lookout Records i a l'«East Bay Sound».
El nom de la banda deriva de les proves nuclears Operació Ivy del 1952. Tot i que el grup va publicar únicament un àlbum complet abans de separar-se el maig del 1989, Operation Ivy és recordat com l'antecedent directe del grup Rancid, pels seus directes i per la influència estilística posterior sobre nombroses bandes.

## Trajectòria
L'octubre de 1987, la banda va fer el seu debut discogràfic amb una cançó a l'àlbum recopilatori del fanzín Maximumrocknroll Turn It Around!. El gener de 1988, va signar amb Lookout Records i va publicar l'EP de debut, Hectic, que es va convertir en un dels discos més venuts de Lookout Records.
Operation Ivy va llançar el seu únic àlbum d'estudi, Energy, a través de Lookout Records, el març de 1989, i es va separar al cap de dos mesos just després del concert de presentació del disc el 28 de maig del 1989 a 924 Gilman Street. Aquesta va ser també la primera actuació de Green Day amb el nom de Green Day.
En dos anys, Operation Ivy va fer 185 concerts i va gravar un total de 32 cançons oficials. La resta dels seus enregistraments d'estudi estan disponibles en bootlegs.

## Membres
- Jesse Michaels – veu
- Tim «Lint» Armstrong – guitarra
- Matt «McCall» Freeman – baix
- Dave Mello – bateria

## Discografia
- 1988: Hectic
- 1989: Energy